# Jødiske autonome oblast
Jødiske autonome oblast (russisk: Евре́йская автоно́мная о́бласть, "Yevreyskaya avtonomnaya oblast"; jiddisch: ייִדישע אױטאָנאָמע געגנט, "yidishe oytonome gegnt") er en føderal enhed i det fjernøstlige Rusland. Den autonome oblast blev etableret i 1932 og har en størrelse på 36.000 km² og befolkning på 156.500 (1. januar 2021). Oblasten havde tidligere været del af Khabarovsk kraj, som den muligvis vil blive genforenet med.[kilde mangler]

## Geografi
Den Jødiske autonome oblast ligger i den fjernøstlige del af Rusland, syv tidszoner og ca. 6.000 km. øst for Moskva. Mod nord grænser den op til de russiske regioner Khabarovsk kraj og Amur oblast, mod syd mod den kinesiske Heilongjiang provins. Floden Amur i den sydlige del af den jødiske oblast udgør grænsen mellem Rusland og Kina.
Den jødiske autonome oblast er først og fremmest forbundet med omverdenen gennem den transsibiriske jernbane som stopper i Birobidzjan.

## Klima
Den Jødiske autonome oblast har et tempereret monsunklima. Gennemsnitlig temperatur ligger mellem -21 °C til -26 °C om vinteren og 18 °C til 26 °C om sommeren. Årligt nedbør mellem 500 og 800 mm, hovedsagligt om sommeren.

## Økonomi
Økonomien er baseret på minedrift (guld, tin, jern, grafit) og på skovdrift, en smule landbrug (hvede, rug, havre, sojabønner, solsikker), fiskeri (laks) og en del let industri (tøjfremstilling)

### Amur broprojekt
Konstruktionen af et ambitiøst 2.197-meter langt broprojekt, der over floden Amur skal forbinde Nizhneleninskoje i den russiske jødiske oblast med Tongjiang i den kinesiske Heilongjiang provins, blev planlagt til at starte i 2007 og færdiggjort i 2010. Broen til en anslået pris af ca. 6 milliarder rubel (1,2 milliarder kroner) skal servicere en voksende europæisk-asiatisk handel over den transsibirske jernbane.

## Historie
| „ | Det er fuldkomment naturligt at det jødiske folk kæmper for at finde dets rette plads inden for Sovjetunionen. Det jødiske folk står over for den store opgave at bevare dets egen nationalitet, og til dette formål må en stor del af den jødiske befolkning omskabes til en økonomisk stabil og kompakt landbrugsgruppe, som skal være minimum i de hundrede tusinde. | “ |
|   | — Mikhail Kalinin, 1926 |   |

Den tidlige kommunistiske ideologi som formuleret af Lenin under revolutionen, inkluderede ideen om at de forskellige folkeslag skulle have muligheden for at hver deres hjemland inden for rammerne af den sovjetiske føderation, hvilket også galdt for jøderne. Ideen bag en jødisk landlig region havde desuden den ekstra dimension, at det skulle anspore jøderne til at ty til erhverv, som ansås som mere acceptable indenfor den sovjetiske ideologi, specielt som bønder. Jøderne havde ikke traditionelt haft mulighed for at eje jord i det pre-revolutionære Rusland, hvorfor de havde været nødsaget til at slå sig på ting som småhandel - en beskæftigelse, der nu ansås som bourgois og derved suspekt eller i bedste faldt ubrugelig.
I august 1924 var kommunistpartiets Komiteen for landlig genhusning af arbejdende jøder (Komez) blevet oprettet. Denne havde til formål at udforme og implementere en plan for forflytning af de jødiske samfund. Sideløbende var også blevet oprettet Den offentlig komite for landlig genhusning af arbejdende jøder (Ozet), som var en ikkeaffilieret organisation med samme mandat, men som, fordi den ikke var en del af det kommunistiske parti, skulle kunne appellere til det internationale jødiske samfund. Komez etablerede en række jødiske forsøgskommuner i Ukraine og på halvøen Krim – men disse var blevet mødt af lokal modstand og blev snart opgivet igen. I stedet overraskede den sovjetiske centralkomite ved at udpege et næsten uberørt og ubefolket område i det russiske fjernøsten på grænsen til Kina som den territoriale hjemstavn for det jødiske folk. Imidlertid var beslutningen herom ikke i så høj grad baseret på jødernes behov som på generelle sovjetiske økonomi- og sikkerhedsinteresser. En befolkning af regionen skulle kunne hjælpe med til at udvinde de rige mineralforekomster og samtidigt fungere som bufferzone mod en frygtet japansk eller kinesisk invasion. Støtte fra Mikhail Kalinin sikrede at ideen blev realiseret på trods af Komez, der stadig anså Ukraine eller Krim som det meste naturlige valg.
Området omkring Birobidzjan der var uset som den jødiske socialistiske republik, er ca. på størrelse med Belgien og havde på daværende tidspunkt ca. 27.000 indbyggere; hovedsagligt russere, ukrainere, kosakker og koreanere. En undersøgelseskommission sammensat af kommunistpartiet blev i 1927 sendt til fjernøsten hvor det blev rapporteret tilbage at grundet områdes manglende udvikling og dets afsides beliggenhed skulle en egentlig genbosætning af jøder ikke påbegyndes før tidligst i 1929.  Imidlertid pressede både Kalinin og Komez på for en hurtig løsning, og allerede i starten af sommeren 1928 havde 654 jøder fra Ukraine genbosat sig i områdets største by Birobidzjan. Området blev først kaldet Birobidzjan nationale jødiske rajon og siden i 1934 den Jødiske autonome oblast. Ideen om et jødisk socialistisk hjemland i Sovjetunionen blev til start mødt med en vis grad af entusiasme blandt jøder både inden for og uden for Sovjetunionen og tilflytningen fortsatte med at stige de følgende år. I 1930 var der tilflyttet 1.500 jøder så de nu udgjorde 8% af den nu ca. 37.000 store befolkning i byen. I 1932 led Ukraine under hungersnød og et rekordantal ukrainske jøder, 14.000 personer, valgte at flytte til området. Området tiltrak også en del ikke-sovjetiske jøder, hovedsageligt fra Litauen, USA og Argentina.
1930erne blev iværksat flere større propagandakampagner for at få sovjetiske jøder til at flytte til den nye region. Kampagnerne, ofte på jiddisch, inkluderede plakater, noveller, avisartikler, romaner, lotteri og film, men led under at sovjetisk ideologi forhindrede at der kunne anvendes traditionelle zionistiske og religiøse argumenter – og endda forbød opførelsen jødiske templer. Jiddisch blev i den forbindelse bevidst valgt som regionens officielle sprog frem for hebraisk for at understrege regionens sekulære natur.
Geografien og klimaet i Birobidzjan er imidlertid barsk med varme og regnfulde somre og en gennemsnitlige vintertemperatur omkring 25-40 graders frost., derudover var regionen – som for en stor del er sumpland – næsten helt uudviklet hvilket bevirkede nybyggere måtte starte helt forfra. Grundet de svære omstændigheder valgte en meget stor del tilflyttere hurtigt at flytte videre til andre steder. Af de 654 jøder der var ankommet i foråret 1928, havde 325 (49,7%) forladt området i oktober samme år. Procentvisen for andre år var endnu højere. Desuden konkurrerede Birobidzjan med Israel som jødisk hjemland, hvilket gjorde at antallet af tilflyttere aldrig blev så højt som ønsket. Endelig led nytilflytterne under en høj dødelighed. Alle faktorer der bevirkede at den jødiske andel af regionens befolkning aldrig oversteg 33%, det jødiske hjemland blev derfor aldrig den succes den var planlagt som.
Udviklingen af den jødiske oblast stoppede brat i midten af 1930erne under Stalins udrensninger. Jødiske ledere blev arresteret og henrettet og jiddischsprogede skoler lukket. Kort efter forhindrede anden verdenskrig at flere jøder flyttede mod øst. Efter krigen var der en kort opblomstring af den jødiske autonome oblast, da et antal jødiske flygtninge og overlevende fra nazisternes forfølgelse valgte at flytte til regionen. Således flyttede mellem 1946 og 1948 omkring 10.000 jøder til området. I 1949 boede der en anslået 30.000 jøder i regionen. Men igen stoppede Stalins udrensninger i starten af 1950erne, og nu også oprettelsen af staten Israel samt det såkaldte lægekomplot udviklingen. Igen blev de jødiske ledere arresteret og jiddisch kultur undertrykt. På dette tidspunkt blev den store samling af jødiske tekster i det lokale bibliotek brændt. I de efterfølgende årtier henslængte den jødiske region en næsten glemt tilværelse.
Efter Sovjetunionens sammenbrud i starten af 1990erne og nye liberale emigrationsregler forlod størstedelen af den resterende jødiske befolkning regionen til fordel for Israel og Tyskland, således at den jødiske andel nu officielt er svundet ind til omkring 1,22% (2,327 personer) – omend uofficielle opgørelser sætter andelen så højt som 16%. På trods af en lille andel, forbliver regionen ved med at være en jødisk autonom oblast, med jiddisch som officielt sprog. Der har endda været en genopblomstring af jødisk jiddisch kultur med nyåbnede kulturinstitutioner og en nyåbnet synagoge.

## Våbenskjold
Våbenskjoldet afbilleder en gylden amurtiger på en mørkegrøn baggrund og tre vandrette striber, hvid-blå-hvid, både over og under tigeren. Striberne symboliserer floderne Bira og Bidzhan. Tigeren vender sig mod højre, mod beskueren, hvilket symboliserer regionens usædvanlige historie og udvikling. Amurtigeren lever i området.

## Flag
Flaget består af en stiliseret vandret syv-farvet regnbue på en hvid baggrund. De syv farver i regnbuen symboliserer en Menorah, den syvarmede jødiske lysestage.
Flaget blev officielt taget i brug i oktober 1996.

## Befolkning
Per 1. januar 2006 var der 186.541 indbyggere i regionen. Disse identificerede sig som tilhørende 95 forskellige etniske folkeslag. Jøder, som er regionens titulære folkeslag, udgør kun omkring 1,22% – om end visse opgørelser sætter andelen så højt som 16%, i takt med at flere personer er bange for at identificere sig som jøder og en voksende interesse i at emigrere til Israel. Fødselsraten er på 12,8 barn per 1.000(2007), som ligger en smule over landsgennemsnittet på 10 per 1.000.

## Film
- 'L'Chayim, Comrade Stalin (2002)' på Internet Movie Database (engelsk) (engelsk)